# 佐藤業連
佐藤 業連（さとう なりつら）は、鎌倉時代中期の武士。北条氏得宗家被官である御内人。
北条時宗の側近。御内人として平頼綱らと共に時宗を補佐する。寺社奉行等を担当した後、建治2年（1276年）4月には評定衆に就任する。翌3年（1277年）には寄合衆に任じられ幕政の中枢を担う。弘安3年（1280年）には民部少丞・同民部大丞を任官。同6年（1283年）、加賀権守に任じられた。
弘安10年（1287年）、4月4日死去。